# Закон о гражданине Рейха
Зако́н о граждани́не Ре́йха (нем. Reichsbürgergesetz), принятый 15 сентября 1935 года (RGBl. I S. 1146), разделил население Германии, с одной стороны, на граждан (Reichsbürger), «принадлежащих к немецкой или родственной крови», а с другой — на подданных государства (Staatsangehörige), «принадлежащих к расово чуждым племенам». Тем самым была создана трёхступенчатая система с убыванием прав: граждане, подданные и иностранцы (Ausländer). Определение подданства (принадлежности к государству) было унаследовано от «Закона о подданстве государства и Рейха» от 22 июля 1913 года.
Более существенными, чем сам закон, были «Распоряже́ния к Зако́ну о граждани́не Ре́йха», которые содержали первое национал-социалистическое определение понятия «еврей», а также распоряжение об увольнении последних государственных служащих евреев, которые ещё сохраняли свои посты согласно «привилегиям фронтовиков» в рамках «ариизации». В тесной связи с Законом о гражданине Рейха стоит принятый одновременно «Закон о защите германской крови и германской чести», запрещавший браки евреев с «лицами германской крови» и предусматривавший наказание за внебрачные половые связи между ними.
Закон о гражданстве Рейха был одним из двух Нюрнбергских расовых законов, принятых на VII съезде НСДАП (10—16 сентября 1935 года), был затем передан в рейхстаг и торжественно провозглашён президентом рейхстага Германом Герингом. Сообщение об этом было передано из рейхстага в Нюрнберг по телеграфу.

## Содержание закона
Закон ввёл различие между «подданным государства» и «гражданином»:
- Подданный государства подлежит защите Германской империи и «особо обязан» ей.
- Полные политические права имеет только гражданин Рейха. Он должен быть подданным государства «немецкой или родственной крови» и доказывать своим поведением, что «хочет верно служить немецкому народу и Рейху и подходит для этого». Право на гражданство Рейха присваивается свидетельством гражданина Рейха.

## Значение
Запланированного изготовления свидетельств граждан Рейха так и не произошло. Германские евреи были объявлены имеющими меньшие права согласно Закону о гражданине Рейха и отстранены от участия в выборах в рейхстаг. Утрата и без того сомнительного, в условиях диктатуры, избирательного права была сравнительно небольшой потерей. Вскоре, однако, этот закон стал инструментом уничтожения.

## Вступление в силу
Закон о гражданине Рейха вступил в силу, так как в нём самом не было иных указаний, 30 сентября 1935 года. Эта дата определялась согласно статье 71 Веймарской конституции, где устанавливалось, что закон Рейха «вступает в силу через четырнадцать дней после дня его опубликования в сборнике законов Рейха в столице Рейха». Днём издания закона было 16 сентября 1935 года.

## Первое распоряжение от 14 ноября 1935 года
В Первом распоряжении к Закону о гражданине Рейха за всеми подданными немецкой крови предварительно признавалось, до окончательного урегулирования, гражданство Рейха.

## Третье распоряжение от 14 июня 1938 года
В «Третьем распоряжении к Закону о гражданине Рейха» было определено, какие предприятия считаются «еврейскими». Они должны были быть внесены в особый публично доступный реестр. Министр экономики Рейха был уполномочен обязать такие предприятия «с даты, которая будет установлена», обозначать себя особым знаком.

### Второе, седьмое и девятое распоряжения
Эти три распоряжения относились к «Первому распоряжению» и изменяли или дополняли его в одном пункте. «Второе распоряжение к Закону о гражданине Рейха от 21 декабря 1935 года» точно устанавливало, какие группы лиц должны быть отправлены в отставку. «Седьмым распоряжением к Закону о гражданине Рейха от 5 декабря 1938 года» были снижены жалования отставников. «Девятым распоряжением к Закону о гражданине Рейха от 5 мая 1939 года» для «неарийцев» из Австрии был одобрен более поздний срок, к которому можно было достичь статуса «еврейского полукровки».

## Распоряжения с четвёртого по восьмое (1938-39)
«Четвёртым распоряжением к Закону о гражданине Рейха» от 25 июля 1938 года еврейские врачи были лишены аппробации с 30 сентября 1938 года. Из 3152 ещё практиковавших врачей-евреев 709 получили «временное разрешение» на работу «специалистом по болезням» для еврейских пациентов.
«Пятым распоряжением к Закону о гражданине Рейха» от 27 сентября 1938 года было предписано к 30 ноября 1938 года отозвать разрешения на деятельность у тех адвокатов-евреев, которые ещё могли работать после 1933 года согласно исключению в Законе о разрешении для адвокатской деятельности. Юридическая консультационная деятельность была запрещена евреям уже с 1935 года. Для представления и правовой консультации клиентов-евреев разрешалась деятельность консультантов. Для Австрии были предусмотрены особые правила. Из ещё имевших разрешение 1753 адвокатов-евреев только 172 было разрешено работать консультантами.
«Шестым распоряжением» от 31 октября 1938 года евреям было отказано в праве работать патентным юристом.
«Восьмым распоряжением к Закону о гражданине Рейха» от 17 января 1939 года евреям было запрещено работать дантистами, ветеринарами и фармацевтами, начиная с 31 января 1939 года.

## Десятое распоряжение от 4 июля 1939 года
Коренным изменением стало «Десятое распоряжение к Закону о гражданине Рейха». Оно стало основой принудительного членства в «Имперском объединении евреев в Германии», служившем инструментом Главного управления имперской безопасности и сыгравшем впоследствии роль пособника при проведении депортаций.
Имперское объединение должно было содействовать переселению и осуществлять изъятия имущества, чтобы быть в состоянии обеспечить подъёмными деньгами не имевших средств к существованию переселенцев. Впоследствии Имперское объединение евреев было обязано заботиться о школьном обучении евреев. Объединение должно было поддерживать нуждающихся евреев в достаточной степени, чтобы они не нуждались в обращении к общей системе социальной помощи. Финансирование осуществлялось на взносы и пожертвования еврейской общины; с 1941 года свою долю в финансирование вносило РСХА за счёт конфискованного имущества депортированных.

## Одиннадцатое распоряжение от 25 ноября 1941 года
«Одиннадцатое распоряжение к Закону о гражданине Рейха» имело целью упорядочить конфискацию оставляемого имущества в ходе предстоящей депортации германских евреев, без проведения разбирательства в каждом отдельном случае. Согласно этому распоряжению, еврей терял германское подданство «с перемещением своего обычного местопребывания за границу». Далее было установлено: «имущество еврея, который теряет подданство государства на основании этого распоряжения, переходит с утратой подданства Рейху. […] Перешедшее имущество должно служить скорейшему достижению всех целей, связанных с решением еврейского вопроса».
Так как многие составы с депортируемыми должны были идти в Генерал-губернаторство, Рейхскомиссариат Остланд или в Рейхскомиссариат Украина, которые считались входившими в состав Рейха, согласно предписанию от 3 декабря 1941 года они трактовались как «заграничные в смысле Одиннадцатого распоряжения».
До этой даты отдельные разбирательства проводились как формальные акты, что позднее применялось только к евреям без подданства и при депортациях в гетто Терезиенштадт: судебные исполнители вручали этим евреям в сборных лагерях официальные документы, по которым вся их собственность конфисковалась как «имущество врагов народа и государства». Тем не менее, в появившемся уже в 1933 году «Законе о конфискации имущества врагов народа и государства» и указе от 29 мая 1941 года нельзя найти оснований для такого изъятия имущества.

## Двенадцатое распоряжение от 25 апреля 1943 года
«Двенадцатым распоряжением к Закону о гражданине Рейха» были введены германское «подданство до отмены» и правовой статус «подлежащий защите Германского Рейха». «Подлежащий защите» не мог быть подданным государства. «Цыгане» и евреи (также «признанные евреями») не могли быть ни подданными, ни подлежащими защите.
См. также Фолькслист.

## Тринадцатое распоряжение от 1 июля 1943 года
«Тринадцатым распоряжением» евреи были объявлены не подлежащими судебной юрисдикции; наказуемые деяния евреев должны были караться полицией. Немногие оставшиеся в Рейхе евреи, в основном жившие в «смешанном браке», предоставлялись произволу гестапо.
После смерти еврея его имущество переходило Рейху.

## Отмена закона
Закон о гражданине Рейха вместе со своими Распоряжениями был отменён 20 сентября 1945 года Законом контрольного совета № 1.